# Obstler

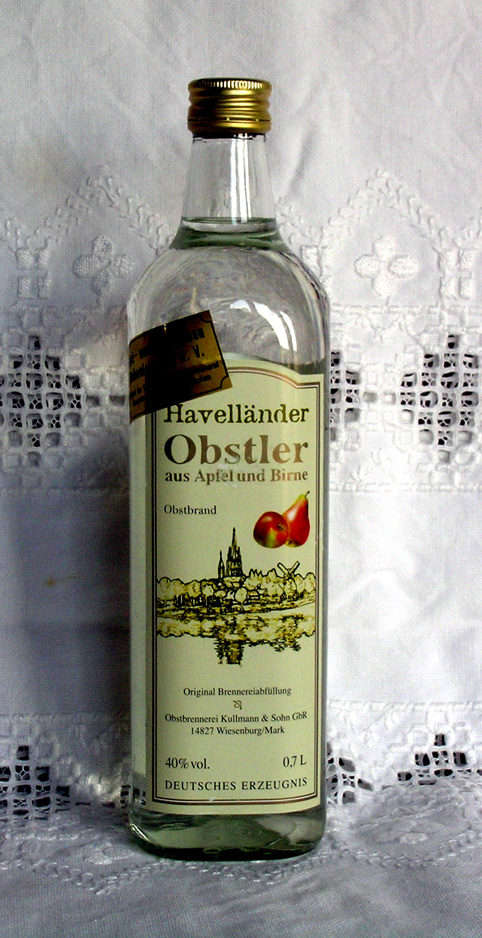
Obstler

Obstler är en i Österrike och Tyskland vanlig typ av fruktbrännvin. I Österrike har bönderna ofta tillstånd att bränna sitt eget brännvin som framställs av gårdens egna frukter. Obstler serveras ofta som snaps men används även som ingrediens i Jägertee. Namnet kommer av det tyska ordet för frukt, Obst. Andra benämningar är Obstwasser och Obstbrand.

## Jämför med
- Brandy (spritdryck)
- Kirschwasser
- Pálinka
- Rakia
- Slivovits